# Kossi Agassa
Kossi Agassa (Lomé, 2. srpnja 1978.) bivši je togoanski vratar. Član je reprezentacije koja je pozvana na Svjetsko prvenstvo u nogometu – Njemačka 2006. Predstavljao je Togo na Afričkom kupu nacija u 2017. godini. Agassa je na tom natjecanju odbio nastupiti u utakmici protiv DR Konga jer su u mu domovini bijesni navijači zapalili kuću. Togoanski navijači su smatrali vratara najvećim krivcem za poraz od Maroka, pa je njegov dom u Loméu devastiran i zapaljen, iako ga je čuvala policija.

## Vanjske poveznice
- Profil na Transfermarktu
- Profil na Soccerwayu